# Bolbelasmus coreanus
Bolbelasmus coreanus is een keversoort uit de familie cognackevers (Bolboceratidae). De wetenschappelijke naam van de soort werd in 1886 gepubliceerd door Hermann Julius Kolbe.